# Бегид де Мазан
Бегид де Мазан (фр. Bégude-de-Mazenc) насеље је и општина у источној Француској у региону Рона-Алпи, у департману Дром која припада префектури Валанс.
По подацима из 2011. године у општини је живело 1554 становника, а густина насељености је износила 65,79 становника/km². Општина се простире на површини од 23,62 km². Налази се на средњој надморској висини од 210 метара (максималној 481 m, а минималној 158 m).

## Демографија
| 1962. | 1968. | 1975. | 1982. | 1990. | 1999. | 2011. |
| ----- | ----- | ----- | ----- | ----- | ----- | ----- |
| 931   | 980   | 904   | 1.021 | 1.053 | 1.205 | 1.554 |

График промене броја становника у току последњих година